# (6304) Josephus Flavius
(6304) Josephus Flavius es un asteroide del cinturón principal perteneciente al cinturón de asteroides, región del sistema solar que se encuentra entre las órbitas de Marte y Júpiter. Fue descubierto por Eric Walter Elst el 2 de abril de 1989 desde el Observatorio de La Silla.

## Designación y nombre
Designado provisionalmente como 1989 GT3 fue nombrado en honor a Flavius Josephus , historiógrafo de la antigüedad.

## Características orbitales
Josephus Flavius   está situado a una distancia media del Sol de 2,242 ua, pudiendo alejarse hasta 2,562 ua y acercarse hasta 1,923 ua. Su excentricidad es 0,142 y la inclinación orbital 0,954 grados. Emplea 1226,40 días en completar una órbita alrededor del Sol.

## Características físicas
La magnitud absoluta de Josephus Flavius es 14,22. Tiene 4,181 km de diámetro y su albedo se estima en 0,343.